# 카네비모빌리티
주식회사 카네비모빌리티(영어: Kanavi Mobility)는 자동차용 클러스터, 내비게이션, DCU등 전장 부품을 국내외 자동차사에 내수, 수출하고 모빌리티 및 스마트시티와 로봇용 라이다(LiDAR)센서, 근거리 통신장비 V2X를 개발, 납품하는  대한민국의 기업이다.

## 역사
1993년 대호상사를 설립해 차량용 제품 유통 사업을 하다 2001년 주식회사 카네비컴으로 상호를 변경하고 연구소를 개소하였으며 개발 및 제조업에 진출했다.
특히 2015년 국내 최초로 LiDAR(라이다)센서와 차량용 V2X 통신장비를 개발하였으며 2023년 자회사 카네비오토모티브를 흡수 합병하였다.
2021년 카네비컴에서 현재의 상호로 변경하였다.
2025년 7월 11일, 대신증권을 주관사로 상장 예비심사를 신청하였다.

## 사업장 현황
- 본사: 인천광역시 연수구 송도과학로 16번길 13-25
- 연구소: 경기도 수원시 영통구 광교중앙로248번길 95-4